# Americium(III)-hydrid
Americium(III)-hydrid, AmH3, ist eine chemische Verbindung des Actinoids Americium aus der Gruppe der Metallhydride.

## Eigenschaften
Americium(III)-hydrid besitzt ein hexagonales Kristallsystem mit der Raumgruppe P63/mmc (Raumgruppen-Nr. 194). Die Gitterkonstanten lauten a = 3,77 Å und c = 6,75 Å.
Aus der Verbindung kann bei 350 °C und einer Reaktionszeit von 120 Stunden mit Tellur die Verbindung Americium(VI)-tellurid AmTe3 hergestellt werden.